# チュロス

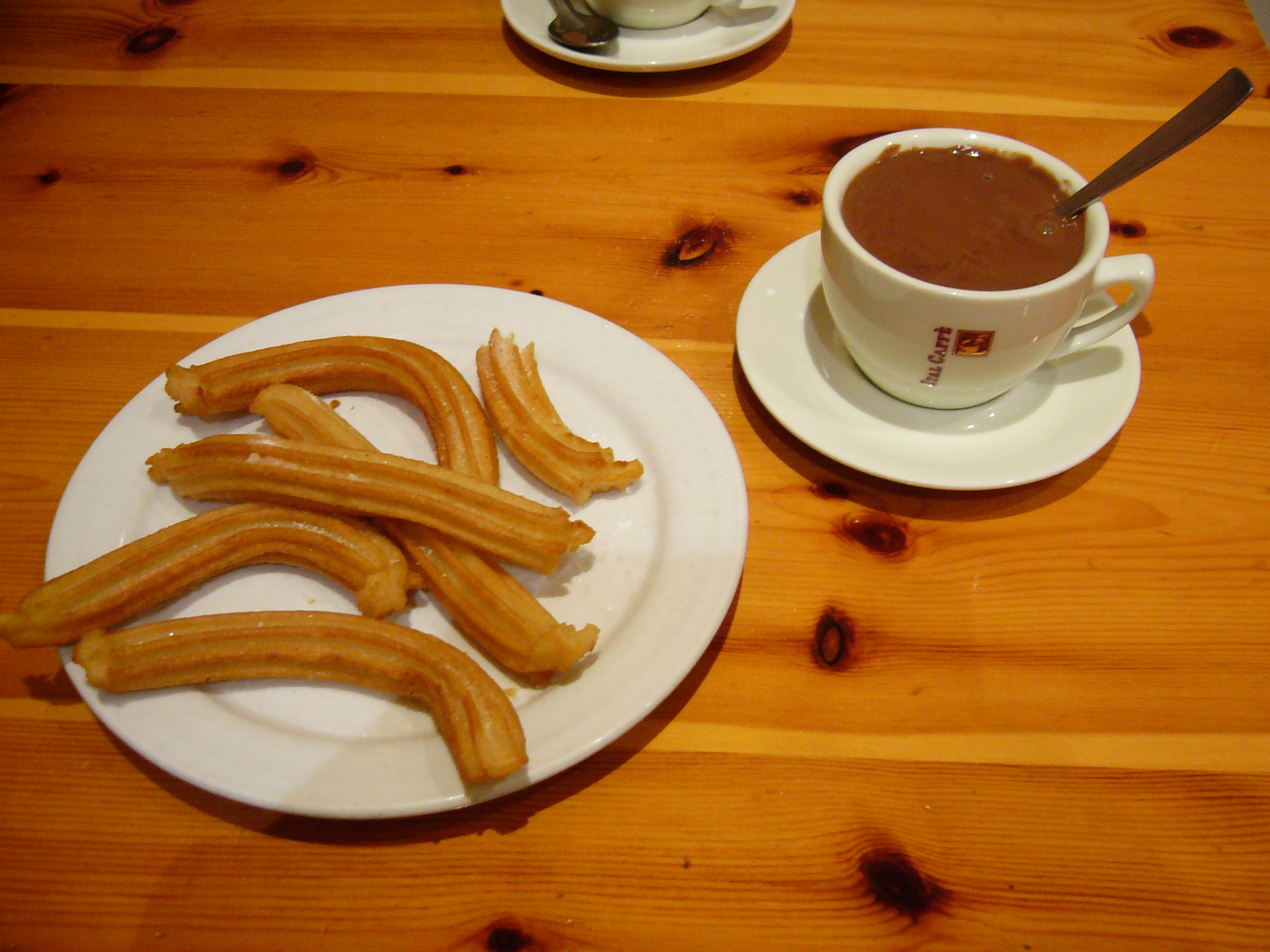
ホットチョコレートとチュロス
スペインでの朝食の定番

チュロ（churro スペイン語: [ˈtʃuro], ポルトガル語: [ˈʃuʁu]）とはスペイン・ポルトガル・モロッコおよびキューバなどのラテンアメリカ各国で広く食べられている揚げ菓子である。日本ではチュロおよび複数形のチュロス（churros）として定着している。

## 概要
チュロスは断面が星形の細長い形状のドーナツで、断面が円形な一般の揚げドーナツに比べ硬い食感が特徴である。アメリカや日本、その他の地域でも広まっており、ドーナツ店やカフェ、遊園地・テーマパークのスタンド、競馬場、映画館、街角の屋台などでも売られ、手軽な軽食として利用されている。

### 商標登録
日本では日清製粉グループ本社が「チュロス」を商標登録をしている。また、ジールハウスが「チュリトス」、山崎製パンが「チュロッキー」として商標登録し販売している。

## 起源

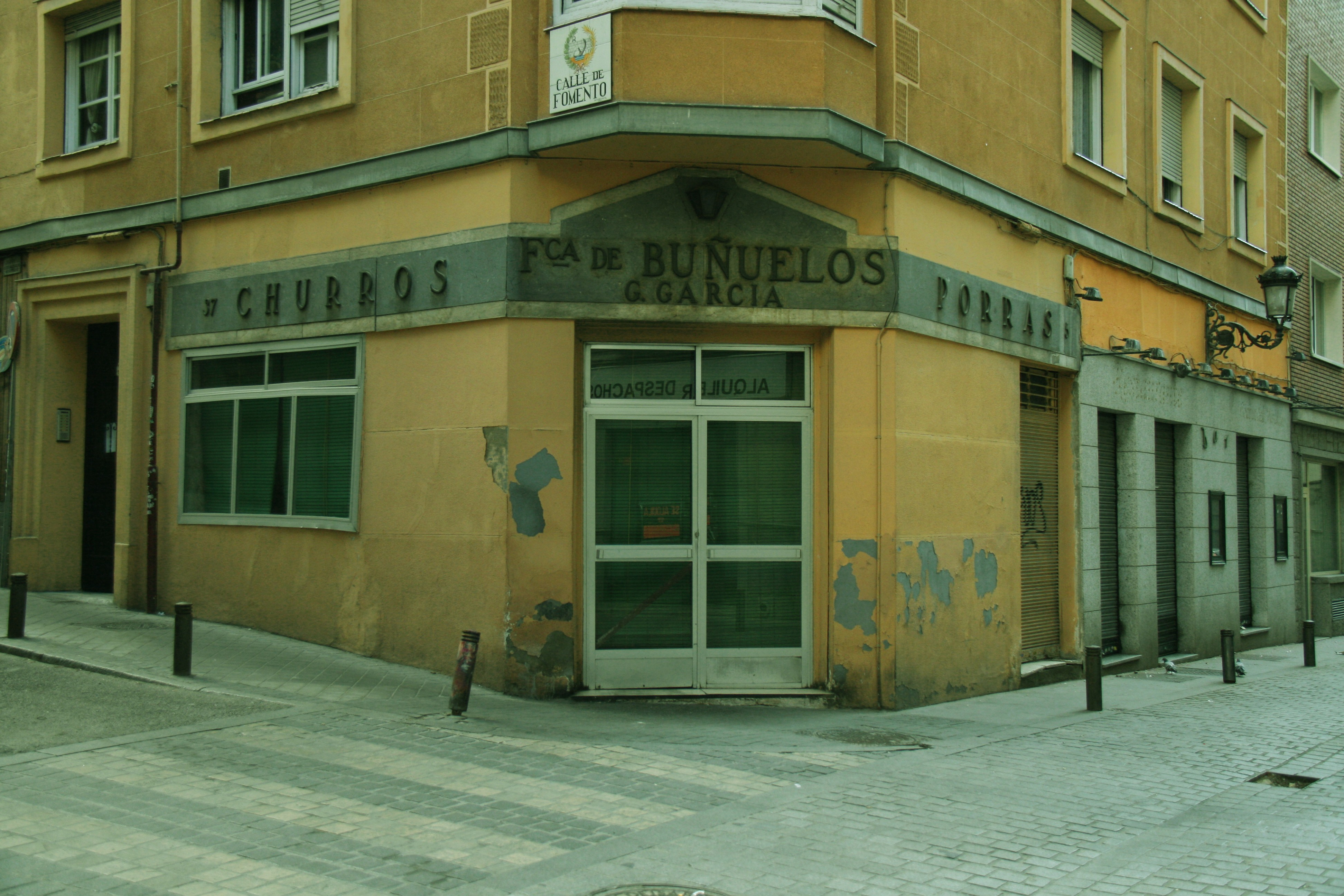
マドリードのチュレリア

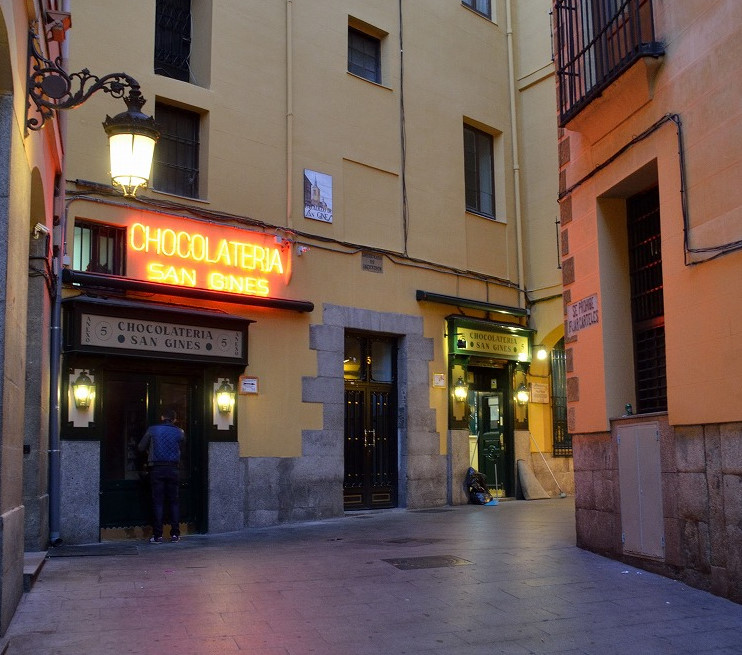
マドリードの老舗サン・ヒネス

チュロの起源については諸説あり、代表的なものはスペイン起源とポルトガル起源である。
- ポルトガル起源説は、16世紀初頭に明に到達したポルトガル人により、揚げパンである油条が知られることとなり、それを模したものとしてチュロが作られ始め、その後スペインにも広まったというものである[1]。
- スペイン起源説は、スペインの羊飼いが長期に渡る野外生活の中で始めた簡易にできるパンの代用として、チュロが作られ始め、チュロという名前もヒツジのナバホ・チュロ（英語版）[注釈 2]の角にこの揚げパンが似ていることから名付けられたというものである[2]。17世紀にはスペインでチュロ作りが職業として確立されており、1621年の文献にチュレロ（churrero；チュロを作る人）がチュロの値上げを申請したとの記録が残っている[3]。

いずれにせよ新大陸へはポルトガル・スペインにより持ち込まれた。
ラテンアメリカ各国では様々に発展し広まっていった。小麦粉生地だけのものの他にも、チュロの中にドゥルセ・デ・レチェ（メキシコ、ペルー他）やチョコレート（メキシコ）やチーズ（ウルグアイ）などを詰めたレチュロ・レイェノもしくはチュロ・レジェノ（ジェイスモ発音）あるいはチュロ・レリェノ（非ジェイスモ発音） (Churro relleno) も広く供されている。
スペインのチュレリア（チュロスとホットチョコレートの専門店）では朝食にチュロやチュロに似たポラ (Porra)を、濃くいれたホット・チョコレートに浸して食べる姿が多く見られる。
スペインでは揚げたてを濃いココアやコーヒーに浸して朝食やスナックとして食べ、砂糖をまぶすのはアメリカ流である。
日本のチュロスはまっすぐで表面に砂糖がまぶされているものが多いが、スペインのチュロスはカーブしており、表面には何もかかっていない。
マドリードの老舗「サン・ヒネス」（San Ginés）は1894年の老舗で24時間営業している。軽くて香ばしいカリカリのチュロスを、濃厚なチョコラテに浸して食べる。

## 作り方
チュロスは、小麦粉、卵、水、オリーブ油、少量の砂糖、食塩が材料となる。熱湯に小麦粉を入れ、他の材料も加えて緩い生地をつくり、これを熱した油に搾りだして揚げる。
形は40センチメートルくらい細長いものや、V字形のもの、軽くひねったものなどがある。湾曲（わんきょく）したものは揚鍋のふちから中心に向かって螺旋（らせん）状に搾り、揚げたあと適当な長さに切断する。調理には搾り器と揚鍋がセットになった専用の調理機が用いられることもある。好みでハチミツ、砂糖、シナモンなどをまとわせる。また、生地にココアなどを混ぜて味付けすることもある。

### 星形の理由
チュロスを丸い搾り器で形成すると、揚げた際に内部の生地が膨張し、爆発を起こし、高温の油と共に飛び散る危険がある。これは、生地を熱湯で練って作るために粘り気が大きく、結果閉じ込められた水分が気化して急激に膨張し、水蒸気爆発に近い現象が発生するのが原因である。
それを防ぐため、星形にして表面積を大きくし、油から素早く伝熱することにより均等に加熱調理すると共に、効率よく生地外へ水分を放出・蒸発させ、急激な膨張を回避している。